# مرقد الشريف المرتضى
مرقد الشريف المرتضى وهو أحد المزارات الإسلامية الشهيرة في بغداد، وهو المكان الذي دفن فيه الشريف المرتضى المتوفي عام 1044م، وهو من أشهر علماء الدين الشيعة، يقع المرقد بجوار ضريح الإمام موسى الكاظم والإمام محمد الجواد في مدينة الكاظمية يعتبر الضريح أحد أماكن تدريس العلوم الإسلامية، يزور الضريح آلاف الزوار من مختلف مناطق العراق.